# Європейська рада з системних ризиків
Європейська рада з системних ризиків (Європейський комітет із системних ризиків; англ. European Systemic Risk Board) — орган Європейської системи фінансового нагляду, створений у 2010 р. при Європейському центральному банку.
Новий орган має виявляти фінансові проблеми на ранніх стадіях, при можливості їх попереджати. Шляхом координації діяльності центральних банків і регуляторів ринку фінансових послуг долати негативні наслідки фінансових і банківських криз.